# Apanteles hyperion
Apanteles hyperion är en stekelart som beskrevs av De Saeger 1944. Apanteles hyperion ingår i släktet Apanteles och familjen bracksteklar. Inga underarter finns listade i Catalogue of Life.